# Béatrice Martinová
Béatrice Martinová (* 22. září 1989, Outremont, Kanada), uměleckým jménem Cœur de pirate, je kanadská indie popová zpěvačka. Tato quebecká zpěvačka hraje na piano již od svých tří let. V 15 letech hrála na klávesy ve skupině December Strikes First a později také na krátkou dobu v indie-popové skupině Bonjour Brumaire z Montrealu.
V prosinci 2009 se Béatrice Martin přiznala, že pózovala nahá, když byla ještě nezletilá. Asi 600 jejích fotek bylo zveřejněno nějakou dobu na alt-porn webové stránce GodsGirls, pro kterou pózovala jako nahá modelka. Zpěvačka vysvětlila tuto událost tím, že byla ještě mladá.

## Diskografie
Coeur de pirate (album – 2008)
- (hudba a text – Béatrice Martin)

1. „Le long du large“
2. „Comme des enfants“
3. „Fondu au noir“
4. „Corbeau“
5. „Berceuse“
6. „Intermission“
7. „Printemps“
8. „Ensemble“
9. „La vie est ailleurs“
10. „Pour un infidèle“ (duet s Jimmy Hunt, kanadská verze, a Julien Doré, francouzská verze)
11. „Francis“
12. „C'était salement romantique“

Blonde (album – 2011)
Trauma (album – 2014)

## Webové stránky
- http://www.coeurdepirate.com/ – Oficiální webová stránka
- https://web.archive.org/web/20100503221102/http://blogdepirate.artistes.universalmusic.fr/site/#/actus – Universal Music
- http://www.myspace.com/coeurdepirate – MySpace – poslech
- http://www.myspace.com/pearlsrules – MySpace – poslech